# Góra Świętej Anny (Krzeszowskie Wzgórza)

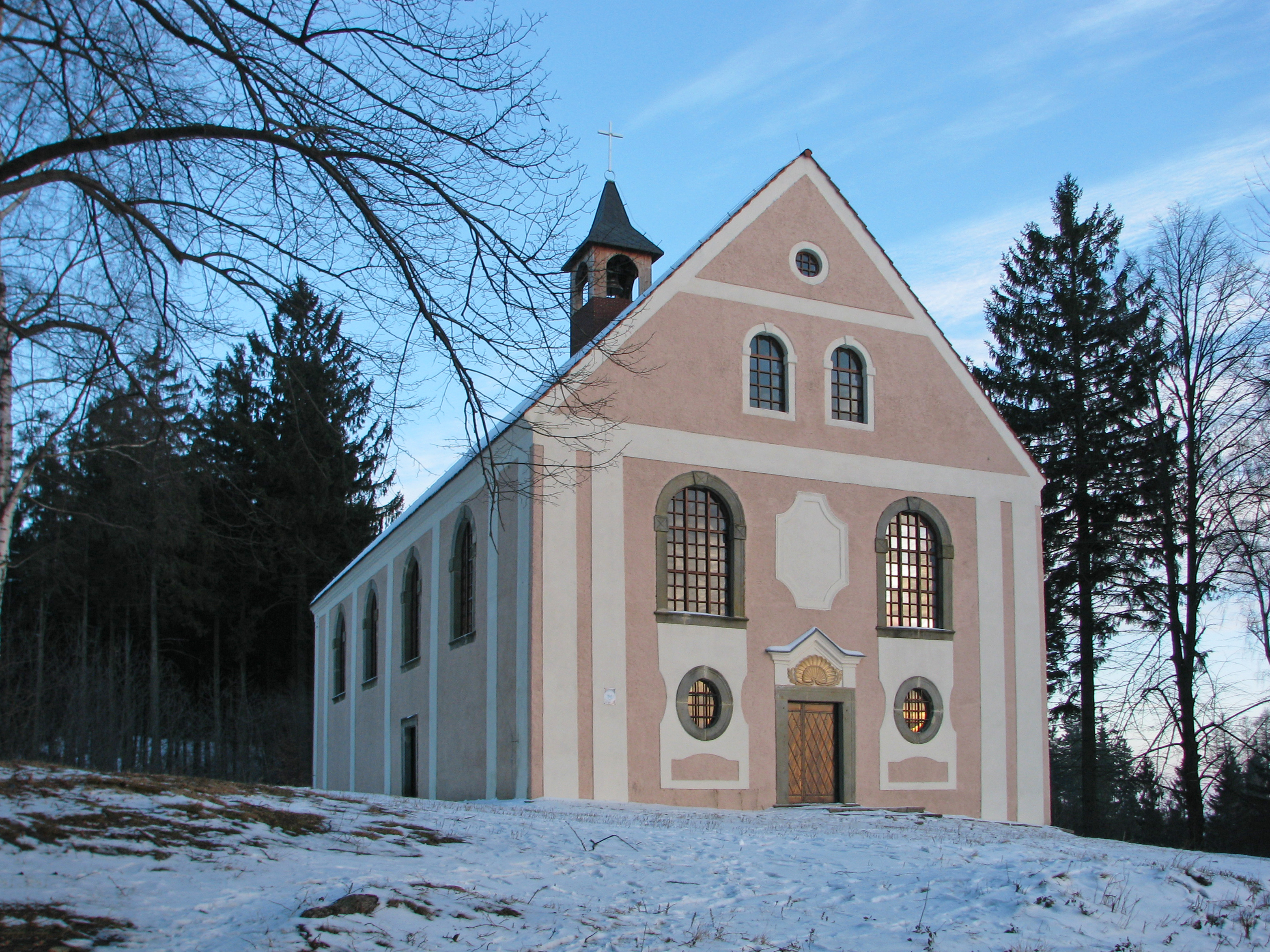
Kaplica Świętej Anny

Góra Świętej Anny (niem. Annen Berg, Annaberg) – szczyt 593 m n.p.m. w północno-zachodniej części pasma Krzeszowskich Wzgórz, w obrębie Kotliny Kamiennogórskiej, w Sudetach Środkowych.

## Położenie
Na południowy wschód od szczytu znajduje się Góra Ziuty - najwyższy szczyt pasma. Zachodnie zbocza opadają do Krzeszowa.

## Budowa Geologiczna
Szczyt zbudowany jest z górnokredowych piaskowców glaukonitowych i mułowców. Pod nimi, od strony północnej, zalegają piaskowce i zlepieńce czerwonego spągowca.

## Roślinność
Wierzchołek jak i większość pasma porośnięty lasem świerkowym, niżej, od zachodu rozciągają się łąki.

## Kaplica Świętej Anny
Poniżej szczytu, po zachodniej stronie barokowa kaplica św. Anny z 1623 r. Zniszczona w II połowie XX wieku, staraniem mieszkańców Krzeszowa została w II dekadzie XXI wieku odbudowana. Poniżej 3 kapliczki stanowiące pozostałość drogi pielgrzymkowej z Krzeszowa.

## Turystyka
- czerwony Główny Szlak Sudecki im. Mieczysława Orłowicza - z Krzeszowa do Grzęd[2]